# 모르 (헝가리)

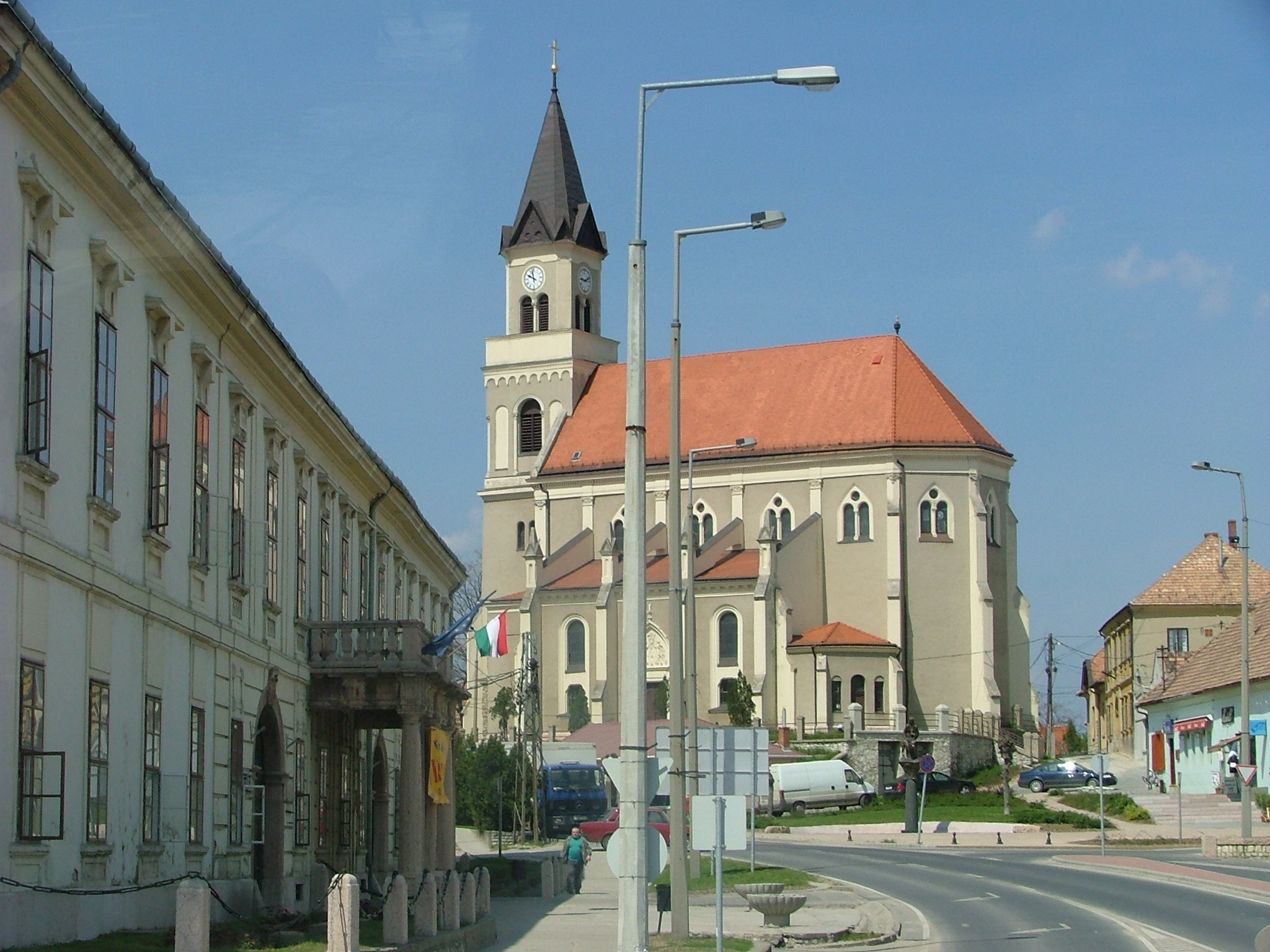
모르 시청

모르(헝가리어: Mór, 독일어: Moor)는 헝가리 페예르주에 위치한 도시로 면적은 108.72km2, 인구는 13,354명(2009년 기준), 인구 밀도는 136.09명/km2이다. 모르구의 구청 소재지이기도 하다.
현재 도시의 역사적 뿌리는 켈트족과 고대 로마 시대로 거슬러 올라간다. 11세기부터 포도주 재배로 이름을 알렸고 1697년부터 이 곳에 정착한 독일인들과 카푸친 작은형제회 수도사들에 의해 크게 발전했다. 1848년 12월 30일에 일어난 모르 전투는 오스트리아 제국이 1848년 헝가리 혁명을 진압하는 결정적인 계기를 마련했다. 보통 포도를 수확하는 9월 말부터 10월 초 사이에 포도주 축제가 열린다.

시기
시 문장